# Нотър Дам Де Сион (колеж в Русе)
Френският колеж „Нотър Дам Де Сион“ е девическо католическо училище в Русе, съществувало през първата половина на XX век.

## История
През 1896 г. френски монахини сионки се установяват в Русе. През 1897 г. те основават девически колеж с пансион. За директор е назначена майка Мария Таде. Монахините също се грижат за съществуващото девическо училище „Света Мария“, създадено преди това от монахини пасионистки през 1874 г. Сионките запазват преподаването на български, френски и немски език и в двете учебни заведения.
Сградата на колежа е построена през 1908 г. от италианския архитект Мариано Пернигони. Според проекта сградата е трябвало да има П-образна форма, но е изпълнено само едното крило и главната фасада е останала асиметрична. Колежът с пансион е бил заграден с висока ограда.
В навечерието на Първата световна война в девическото училище учат 64 девойки, а в колежа – 72, всички пансионерки. За тях се грижат 12 монахини. В двете училища се обучават девойки от 10 до 20 години. Класовете са включвали до 10 момичета. Освен българки е имало и еврейки, туркини, арменки, чехкини, австрийки и дори белгийка. В гимназията и колежа са предлагани разнообразни курсове. Почти всички дисциплини са изучавани на френски език. Учебниците и наръчниците са доставяни от Франция. Те се отличават с богати, лесни за запомняне илюстрации, карти и таблици. Още в началните класове немският език е преподаван от немски учител, а впоследствие – английски, латински, италиански и през последните години – руски, преподаван от руски учител.
Освен изучаване на други чужди езици, момичета са учели умения за подготовка на домакиня (сервиране, бродиране), съвременно изкуство, стенография, дактилография, счетоводство, търговска кореспонденция, пеене и музика. С това двете учебни заведения са желани и предпочитани в Русе. Само девойките католички са били задължени да изучават религия (катехизма), преподавана от епископ Дамян Теелен. Всяка сутрин се е служила литургия в колежа за монахините и момичетата.
Образованието в гимназията „Света Мария“ започвало от детската градина. Съществували са и подготвителни класове за гимназията. С изключение на четене, писане под диктовка и композиция и разкази за образи, в подготвителните класове е предлаган и френски език. Всичко това е насочено към максимално обогатяване на знанията и на устните умения на френски език. При завършване на гимназията ученичките полагат задължителен зрелостен изпит по всички дисциплини. Завършилите имат същите права като тези от държавните училища, а полученият сертификат им дава право да продължат образованието си в България и във Франция. В гимназията обучението е целодневно, включително и в събота.
Всеки месец ръководството на колежа е провеждало общо събрание. На него са присъствали ученичките, учителите, директорът, понякога и католическият епископ. Всеки учител по класове докладва за успеха и поведението на своя клас и според заслугите учениците получават панделки: широки за отлични резултати и тесни – за послушание и старание. Лентите са с различни цветове в зависимост от класа. Ако е извършено нарушение, панделките са отнемани. В колежа са действали строги правила, които са целили да създадат във всяка ученичка чувство за ред и дисциплина, чистота, отговорност, толерантност към другите, уважение към работата на всички, които са създали отлична атмосфера за живот и учене.
През 30-те години началният курс в гимназията „Света Мария“ става смесен. Колежът и гимназията са затворени през 1948 г. заедно с останалите чуждоезични колежи в България съгласно Закона за чуждите училища в България. След 1948 г., сградата на колежа е използвана за жп училище и впоследствие за поликлиника. На 1 август 1963 г. се открива Политехническа гимназия с преподаване на английски език. Днес сградата се използва от английска гимназия „Гео Милев“. Сградата е архитектурен паметник.
- Съвременен вид
- Централният вход на училището
- Сградата е разположена в парк

## Възпитаници
- проф. Самуил Рефетов – учил във френското католическо училище „Света Мария“